# Jalīseh-ye Pā'īn
Jalīseh-ye Pā'īn (persiska: Jalīseh, Jalīseh-ye Pā’īn, جلیسه پائین, جلیسه) är en ort i Iran.   Den ligger i provinsen Gilan, i den nordvästra delen av landet, 170 km nordväst om huvudstaden Teheran. Jalīseh-ye Pā'īn ligger 1 632 meter över havet och antalet invånare är 659.
Terrängen runt Jalīseh-ye Pā'īn är huvudsakligen kuperad, men åt nordost är den bergig.Runt Jalīseh-ye Pā'īn är det ganska glesbefolkat, med 47 invånare per kvadratkilometer. Närmaste större samhälle är Deylamān, 15,9 km nordväst om Jalīseh-ye Pā'īn. Trakten runt Jalīseh-ye Pā'īn består i huvudsak av gräsmarker.